# Neohecyra graueri
Neohecyra graueri là một loài bọ cánh cứng trong họ Cerambycidae.